# HMS D1
Pour les articles homonymes, voir D1.
Le HMS D1 est l’un des huit sous-marins britanniques de classe D construits pour la Royal Navy au cours de la première décennie du XXe siècle.

## Conception
Les sous-marins de la classe D ont été conçus comme des versions améliorées et agrandies de la classe C précédente, les moteurs Diesel remplaçant les moteurs à essence dangereux utilisés précédemment. Les sous-marins avaient une longueur totale de 49,7 m, un maître-bau de 6,2 m et un tirant d'eau moyen de 3,2 m. Leur déplacement était de 491 tonnes en surface et 605 tonnes en immersion. Les sous-marins de classe D avaient un équipage de 25 hommes, officiers inclus. Ils ont été les premiers à adopter des ballasts de type dit saddle tank car ils étaient disposés par paires à l’extérieur de la coque épaisse, un de chaque côté, comme les sacoches d’une selle de cheval.
Pour la navigation en surface, ces navires étaient propulsés par deux moteurs Diesel de 600 ch (447 kW), chacun entraînant un  arbre d'hélice. En immersion, chaque hélice était entraînée par un moteur électrique de 275 ch (205 kW). Ces navires pouvaient atteindre la vitesse de 14 nœuds (26 km/h) en surface et 9 nœuds (17 km/h) sous l’eau. En surface, la classe D avait un rayon d'action de 2 500 milles marins (4 600 km) à une vitesse de croisière de 10 nœuds (19 km/h).
Les navires étaient armés de trois tubes lance-torpilles de 18 pouces (457 mm), deux à l’avant et un à l’arrière. Ils emportaient une torpille de rechargement pour chaque tube, soit un total de six torpilles.

## Engagements
Le HMS D1 a été construit par Vickers. Sa quille fut posée le 14 mai 1907 et il a été lancé le 16 mai 1908 à Barrow-in-Furness. Il a été admis au service en septembre 1909. En 1910, le D1 prend part aux manœuvres annuelles, au cours desquelles il torpille fictivement deux croiseurs de la « Flotte bleue » adverse au large de Colonsay. Cela a montré que la classe D pouvait opérer à une distance considérable de sa base du Fort Blockhouse.
Le HMS D1 fut coulé comme cible le 23 octobre 1918 au large de Dartmouth, dans le Devon. Son épave a été retrouvée en août 2018 par une équipe de plongeurs amateurs qui voulaient confirmer son identité, croyant que c’était un U-boot allemand